# 사쿠라오카역
사쿠라오카역(일본어: 桜岡駅)은 일본 홋카이도 아사히카와시에 위치한 홋카이도 여객철도 세키호쿠 본선의 철도역이다. 역 번호는 A34이며, 상대식 승강장 2면 2선의 구조를 갖춘 지상역이다.

## 역 주변
- 우에노 팜

## 역사
- 1922년 11월 4일 : 일본국유철도의 역으로서 개업. 일반역.
- 1962년 11월 1일 : 화물 취급 폐지.
- 1983년 1월 10일 : 소화물 취급 폐지. 간이 위탁화.
- 1987년 4월 1일 : 일본국유철도 분할 민영화에 의해, 홋카이도 여객철도가 승계.
- 1996년 4월 1일 : 간이 위탁 종료.

## 인접 역
| 세키호쿠 본선                          | 세키호쿠 본선   | 세키호쿠 본선          |
| -------------------------------------- | --------------- | ---------------------- |
| 히가시아사히카와 A32 신아사히카와 방면 | ■ 세키호쿠 본선 | 도마 A35 아바시리 방면 |